# Amanda Labarca
Amanda Labarca, född 1886, död 1975, var en chilensk aktivist och feminist. Hon var en pionjärfigur inom den chilenska kvinnorörelsen. 
Hon grundade år 1915 läsecirkeln Círculo de Lectura de Senorasvilket var en av Chiles första feministiska organisationer. 
Hon grundade 1919 Consejo Nacional de Mujeres de Chile, som blev en ledande kraft i Chiles organiserade kvinnorörelse och deltog i kampanjen för rösträtten. 
Hon var också en av grundarna av Comité Nacional pro Derechos de la Mujer. 
Hon var ordförande för Federación Chilena de Instituciones Femeninas 1944-1949.